# École nationale supérieure des mines de Nancy
École nationale supérieure des mines de Nancy è un'università francese, grande école d'Ingegneria istituita nel 1919.
È membro della Conférence des Grandes Ecoles. Con un curriculum multidisciplinare, forma ingegneri in tre anni che poi lavorano principalmente nell'economia: L'obiettivo della formazione è il cosiddetto Master Ingénieur Mines Nancy.

## Laureati famosi
- Jean-Claude Trichet, banchiere ed economista francese